# 家具調仏壇
家具調仏壇（かぐちょうぶつだん）は、近年の日本の都市型住居（主に集合住宅など）のインテリアに合うように外観が家具風にデザインされた仏壇。都市型仏壇ともいう。
業界紙『宗教工芸新聞』によると、家具調仏壇の販売は2000年代に入って急激に増加し、2006年時点で仏壇販売全体の15％を占めるようになった。
唐木仏壇、モダン仏壇、新仏壇、京モダン仏壇などがある。

## 特徴
伝統的な仏壇と異なり、外見は一見家具と見まごうようなデザインを採用している。伝統仏壇を特徴付ける欄間彫刻や宮殿がなく、障子も用いられず全体としてすっきりとした印象。ガラス扉を採用したものや、ステンドグラス扉のもの、椅子付きの仏壇もある。多くは内部が３段になっており、これは須弥壇のなごり。天井には照明が付き、LED照明を使用したものもある。よって、従来仏壇のように灯籠（灯篭）を取り付けない。宗派色はほとんどない。箱型から抜け出したステージ型のものもあり、宗教色のないものもある。場所をとらない壁掛けテレビのように壁に固定できる型もある。（こうした特徴があるので、キリスト教徒が家庭用祭壇として使用することもある）。
仏具も家具調仏壇にあわせたものがあり、ガラス製や陶器製などバラエティーに富む。
家庭での設置場所は、リビングや洋室が多いが、仏間や床の間に納めるケースもある。

## 主な材質
ウォールナット
クルミ科の落葉広葉樹。北米やカナダで産出。世界三大銘木のひとつ。木質は重硬で衝撃に強く、また狂いが少なく加工性や着色性も良いという特性を持つ。落ち着いた色合いと重厚な木目から高級家具材や工芸材に用いられてきた。
チーク
クマツヅラ科の落葉高木。タイやミャンマー・インド・インドネシアなどで産出される高級材。世界三大銘木のひとつ。重硬で耐久性・耐水性に優れる。心材は淡褐色。黄褐色、褐色。天然材は減少し、現在ではアフリカなどで植林が行われている。
メイプル
カエデ科の落葉広葉樹。仏壇材としてはハードメイプルが使用される。重硬で肌目が緻密。主に淡灰色の辺材が用いられる。鳥眼目（バーズアイメイプル）が現れることがある。
ナラ
ブナ科の落葉広葉樹。日本国内に広く分布し、北海道産が有名。樺太や朝鮮半島にも分布。ヨーロッパでも古くから人気のあるオーク系の色として知られる木材。辺材は淡黄白色で、芯材はくすんだ黄燭色。着色性に優れる。北米のホワイトオークはウィスキーの樽として使用される。
※洋家具の材料を使用したものが多い。

## 生産地
日本国内の仏壇産地である徳島・静岡や、家具産地である府中・旭川など各地に及ぶ。安価品は中国やベトナム。高級品の中にはイタリアやデンマーク、スペインで作られている物もある。

## 販売
新規分野であり、また宗派色はほとんどない為に、製造・販売の両面で新規参入がし易く、従来の仏壇店の他に墓石店や葬儀屋、家具店でも取り扱うところが出ている。百貨店で通信販売をしているところもある。ちなみに、メーカー最大手の八木研は研磨剤業界からの参入。また、独自コンセプトで店舗設計を行い、商品提案型の新しい販売スタイルを取るところもある。ギャラリーメモリア、ワイズプリアなど。